# Stupava
Stupava és una ciutat d'Eslovàquia. Es troba a la regió de Bratislava.

## Història
Els vestigis d'assentaments es remunten a l'edat del bronze, i els primers habitants coneguts hi foren els celtes. Els romans hi construïren una estació militar com a part dels Limes Romanus al Danubi. La primera menció escrita de la ciutat data del 1269 en un document del rei Béla IV d'Hongria amb el nom de Ztumpa. A la segona meitat del segle xiii s'hi construí el castell de Pajstun (actualment en ruïnes) als Petits Carpats. Es desenvolupà sobretot com un assentament agrícola i comercial.

## Demografia
| Godina             | 1994 | 2004   | 2014    | 2024    |
| ------------------ | ---- | ------ | ------- | ------- |
| Nombre de persones | 7874 | 8283   | 10.235  | 12.850  |
| Diferència         |      | +5,19% | +23,56% | +25,54% |

| Godina             | 2023   | 2024   |
| ------------------ | ------ | ------ |
| Nombre de persones | 12.803 | 12.850 |
| Diferència         |        | +0,36% |

## Ciutats agermanades
- Ivančice, República Txeca
- Łowicz, Polònia
- Nagykovácsi, Hongria
- Svoge, Bulgària

## Panorama

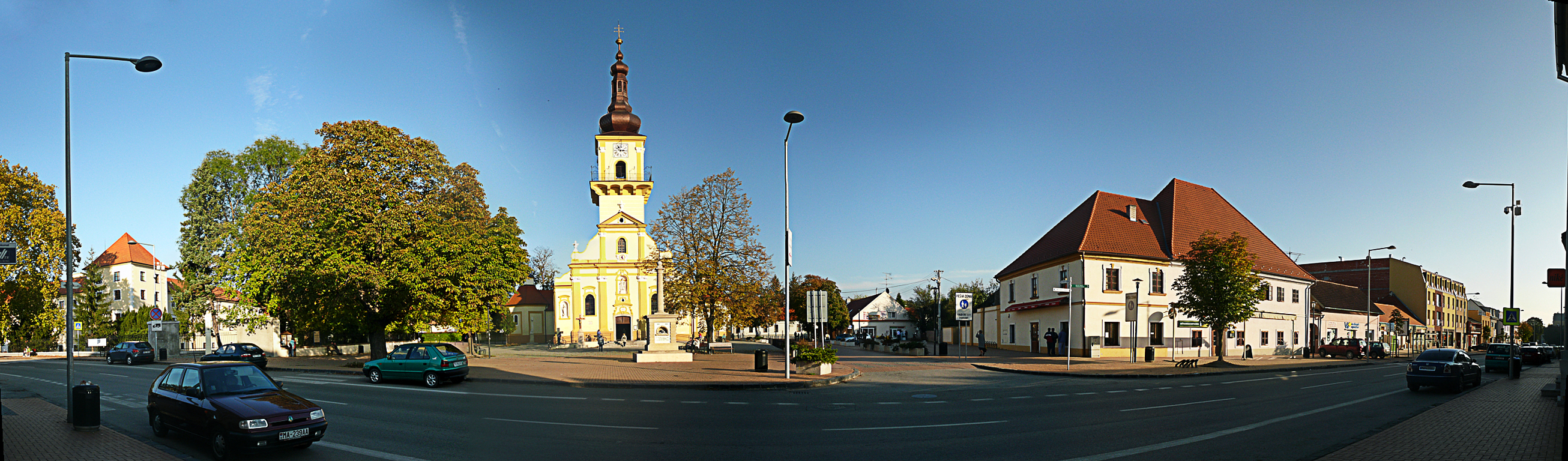